# Lise Magnier
Lise Magnier (nascida em 31 de dezembro de 1984) é uma política francesa que representa o 4º círculo eleitoral de Marne na Assembleia Nacional da França desde 2017.

## Carreira política
Magnier foi eleita pelos republicanos no 4º círculo eleitoral de Marne nas eleições legislativas de 2017.
Em novembro de 2017, Magnier juntou-se ao novo partido Agir.